# Parque de Hell's Kitchen
El Parque de Hell's Kitchen (en inglés Hell's Kitchen Park) es un parque de 2347 m² situado en Hell's Kitchen en Manhattan, Nueva York (Estados Unidos).

## Historia
En la década de 1960, había muy pocos espacios abiertos en Hell's Kitchen. Los residentes se quejaron de esto, por lo que las autoridades cívicas pensaron en posiblemente construir un parque en un estacionamiento en la Décima Avenida entre las Called 47 y 48 West. El 23 de junio de 1966, la Junta de Estimación aprobó la adquisición y condenó el estacionamiento. El gobierno del estado de Nueva York asignó 400 000 para adquirir el lote en septiembre de 1966. Sin embargo, debido a que los estudios del terreno retrasaron el proyecto durante varios años, el parque infantil no abrió hasta el 4 de diciembre de 1979.
La Asociación del Bloque de la Calle 47 Oeste y otros residentes colaboraron para mantener el parque seguro en la década de 1980. Lo hicieron organizando reuniones, instalando luces en los edificios contiguos y abogando por una cerca, que se construyó a fines de la década de 1980. En 2005, el parque fue reconstruido por un costo de 1,2 millones de dólares.